# Lamposaari (ö i Mellersta Finland, Jyväskylä, lat 62,47, long 25,29)
Lamposaari är en ö i Finland. Den ligger i sjön Kyynämöinen och i kommunen Urais i den ekonomiska regionen  Jyväskylä ekonomiska region  och landskapet Mellersta Finland, i den centrala delen av landet, 260 km norr om huvudstaden Helsingfors. Öns största längd är 100 meter i nord-sydlig riktning.